# This Way Out
This Way Out er en amerikansk stumfilm fra 1916 af Bobby Burns og Walter Stull.

## Medvirkende
- Bobby Burns som Pokes.
- Walter Stull som Jabbs.
- Oliver Hardy som Plump.
- Billy Ruge som Runt.
- Ethel Marie Burton.